# M. Abbeyson
M. Abbeyson war ein englischer Marinemaler im 19. Jahrhundert.
Abbeyson stellte 1828 in der Ausstellung der Royal Society of British Artists in London zwei Seestücke (Corsairs und The Departing Gale) aus. Er wohnte seinerzeit an der Adresse 68 Queen Street, Cheapside.